# Frantz György
Frantz (Ferenczy) György (Veszprém, 1806. szeptember 16. – Veszprém, 1870. november 8.) gyógyszerész.

## Élete
Frantz Ádám (1772-1827) fiaként született, aki 1801-től a veszprémi Fekete Sas gyógyszertár tulajdonosa volt.
Amikor gyakorlati vizsgát tett, szokás szerint két előre meghatározott készítményt kellett nyilvánosan elkészítenie, majd ismertetnie, azonban az orvosokkal ellentétben nem volt kötelező vizsgaelőadásnak anyagát nyomtatásban közreadnia. Frantz azonban ezt mégis kinyomtattatta, és ezzel tulajdonképpen elindított egy folyamatot. Az 1827-ben kiadott, 20 lap terjedelmű munkája volt az első nyomtatásban megjelent gyógyszeres értekezés, majd ezt követte 1829-ben Schuster János (1777-1838), a pesti egyetem kémia professzora, aki egy kötetben 13 gyógyszeres értekezést adott ki, később pedig Dörnyei Sándor.
Frantz családnevét 1843-ban magyarosította Ferenczyre. Miután édesapja elhunyt, ő vette át a veszprémi Fekete Sas gyógyszertár vezetését, majd 1862-ben fiára, Ferenczy Károly bízta azt. Ezután 1870-ben bekövetkezett haláláig Veszprémben élt. Szívtágulásban hunyt el.

## Családja
Felesége Ramassetter (Ramazetter) Erzsébet (1813-1890) volt, négy gyermekük született: Károly, Alojzia, Mária és Lajos.

## Munkája
- Rövid chemiai értekezés a hamany ibolatról és a fojtó savnak tisztáltatásárul, melyet a kir. pesti universitásban, említett készítményének felmutatása idején 1827-ben előadott mint növendék patikárius.